# گروگان‌گیری در طول جنگ غزه
ربودن شهروندان اسرائیل با هدف گروگانگیری در ۷ اکتبر ۲۰۲۳، به عنوان بخشی از حمله حماس به اسرائیل انجام شد. در طول این حمله غافلگیرانه، شبه‌نظامیان  حماس حدود یکهزار و دویست نفر نظامی و غیر نظامی را به قتل رساندند و حدود ۲۵۰ نفر اسرائیلی را ربودند و به عنوان گروگان به نوار غزه منتقل کردند. از این تعداد، پنج نفر قبل از آتش‌بس اسرائیل و حماس و ۲۵ گروگان در جریان آن آزاد شدند. بحران گروگانگیری در جنگ اسرائیل-حماس با آزادی چندین گروگان دیگر طی «عملیات آرنون» یا انتقال اجساد بعضی از آنها از نوار غزه ادامه دارد.

## زمینه
موضوع زندانیان هم برای اسرائیلی‌ها و هم برای فلسطینی‌ها احساسی تلقی می‌شود. از سال ۱۹۶۷، ۷۵۰٬۰۰۰ تا ۱ میلیون فلسطینی توسط اسرائیل دستگیر شده‌اند. از اکتبر ۲۰۲۳، اسرائیل بیش از ۵٬۲۰۰ فلسطینی را زندانی کرده است، که حداقل ۱۷۰ کودک را شامل می‌شود (تا نوامبر ۲۰۲۳، تعداد اسرای فلسطینی به ۱۰٬۰۰۰ نفر افزایش یافت). برخی از آنها توسط مقامات اسرائیلی به جرم تروریسم محکوم شده‌اند.
مبادله زندانیان مدتهاست در درگیری اعراب و اسرائیل انجام می‌شود. در سال ۲۰۰۶، حماس گیلاد شلیت، که یک نویسنده ورزشی و سرجوخه اسرائیلی بود را به گروگان گرفت و اسرائیل را مجبور کرد که ۱٬۰۰۰ فلسطینی را که برخی از آنها توسط اسرائیل به اتهام تروریسم محکوم شده بودند، به عنوان بخشی از مبادله اسیران آزاد کند.

## عملیات طوفان الاقصی
صبح روز ۷ اکتبر ۲۰۲۳، حدود ساعت ۶:۳۰ صبح به وقت اسرائیل، حماس از چندین نواحی در مرز خود با نوار غزه به اسرائیل حمله کرد. این حمله شامل نفوذ زمینی و موتوری به خاک اسرائیل، حمله به پایگاه‌های نیروهای دفاعی اسرائیل و تبادل آتش با نیروهای امنیتی، کشتار و تیراندازی به غیرنظامیان اسرائیلی، تصرف شهرک‌ها و تأسیسات نظامی بود. فعالیت شبه‌نظامیان زمینی با شلیک گسترده و پایدار هزاران راکت همراه شد و از آن حمایت شد.
حدود ساعت ۷ صبح، شبه‌نظامیان حماس به بسیاری از شهرک‌ها و کیبوتص‌ها در منطقه پیرامونی غزه در اسرائیل یورش بردند و در نهال اوز، هولیت نیر اوز، نتیو هااسارا، بئری، و کفار عزه، همچنین در یک جشنواره موسیقی در نزدیکی رعیم که در آن حداقل ۲۶۰ نفر حضور داشتند به قتل رسیدند. این حملات ترکیبی به عنوان «بزرگ‌ترین حمله تروریستی در تاریخ اسرائیل» توصیف شد.

## گروگان‌گیری‌ها
در موج اولیه حملات، مبارزان حماس غیرنظامیان را ربودند و به عنوان اسیر به غزه بازگرداندند. بر اساس بیانیه‌های حماس و جهاد اسلامی فلسطین، حدود ۱۳۰ غیرنظامی و سرباز در جریان یورش به شهرک‌های حاشیه غزه ربوده شدند. تحلیل ویدیویی واشینگتن پست نشان می‌دهد که برخی از گروگان‌ها پس از دستگیری اعدام شده‌اند.
برخی از ربوده‌شدگان اتباع خارجی از جمله آلمان، روسیه، بریتانیا و ایالات متحده هستند. ۱۱ شهروند تایلندی که در گلخانه‌های اطراف غزه کار می‌کردند نیز ربوده شدند. نپال تأیید کرد که هفت نفر از شهروندانش که دانشجوی دانشگاه هستند در هرتزلیا ربوده شدند و ده نپالی دیگر در آلومیم ربوده شدند. ایتالیا اعلام کرد که ۱۰ شهروند این کشور از جمله یک نوزاد یک ساله ربوده شده و به غزه آورده شده‌اند. حداقل یک فیلیپینی ربوده شده است.
فیلم‌های ویدئویی شانی لوک، زن آلمانی–اسرائیلی را نشان می‌دهد که در میان قتل‌عام جشنواره موسیقی رعیم گروگان گرفته و در ویدئویی از فلسطینی‌ها در حالی که تقریباً برهنه و بی‌هوش بود، بر روی وانت انداخته شده بود، مورد توجه عموم قرار گرفت. در ابتدا گزارش شد که در روز حمله کشته شده است، مادر لوک بعداً ویدیویی را منتشر کرد و گفت که شواهدی از زنده بودن او در بیمارستان در شرایط بحرانی دیده است، در حالی که از دولت آلمان خواست تا سریعاً برای بازگرداندن او اقدام کند. یکی دیگر از پرونده‌های ربوده‌شده بسیار تبلیغاتی، ربوده شدن آویناتان اور و نوآ آرگامانی بود که در مهمانی ترنس در نزدیکی رعیم شرکت کردند. آویناتان اور و نوآ آرگامانی پس از پیام‌های واتس اپ که از ساعت ۸:۱۰ صبح از مخفیگاه خود درخواست کمک می‌کردند، از آنها فیلمی گرفته شد که شبه‌نظامیان آنها را به غزه می‌برند. این ویدئو نشان می‌داد آرگامانی به اجبار سوار بر موتور سیکلت می‌شود، در حالی که دستانش را برای یکی از ربوده‌شدگان که توسط مبارزان حماس پیاده هدایت می‌شد دراز می‌کرد. این ویدئو بازخورد زیادی بین کاربران در فضای مجازی داشت. همچنین تصاویر گرفته شده توسط آسوشیتدپرس ربوده شدن یک زن مسن ناشناس را نشان می‌دهد.
ویدئویی وجود دارد که حداقل ۶۴ نفر از ربوده‌شدگان را نشان می‌دهد.
در ۱۴ اکتبر حماس ویدئویی از کودکان ربوده شده منتشر کرد که در ازای نوشیدن، عبارات اسلامی آموزش می‌بینند و یکی از اعضای حماس به یک کودک گروگان می‌گوید «بسم الله» (به نام خدا). قبل از نوشیدن یک فنجان آب، کودک «بسم الله» را تکرار می‌کند.
در ۱۴ اکتبر، حماس مدعی شد که ۹ گروگان در یک دوره ۲۴ ساعته در اثر حملات هوایی اسرائیل کشته شده‌اند.

## پاسخ
شامگاه یکشنبه، ۸ اکتبر، خانواده‌های ربوده‌شدگان و مفقودان در یک کنفرانس مطبوعاتی از دولت خواستند تا گفتگوهای جاری را با خانواده‌ها آغاز کند و عملیاتی را برای بازگرداندن مفقودان به خانه انجام دهد و کسی را برای برقراری تماس مداوم با خانواده‌ها تعیین کنند. دولت گال هیرش را به عنوان مسئول این موضوع منصوب کرد.
منصور عباس، رئیس حزب رعام، در گفت‌وگو با کان ۱۱ گفت: «از رهبری همه جناح‌های فلسطینی می‌خواهم که مواضع اخلاقی انسانی منعکس‌کننده ارزش‌های اسلام را ثابت کنند و بلافاصله همه گروگان‌ها و ربوده‌شدگان را آزاد کنند.»
به عنوان بخشی از ضد حمله اسرائیل، اسرائیل «محاصره کامل» نوار غزه را تا زمان آزادی گروگان‌ها به اجرا درآورد.
ارتش اسرائیل در ۱۳ اکتبر تأیید کرد که گروگان‌های اسرائیلی در نوار غزه قرار گرفته و بازیابی شده‌اند.

## بازگشت بخشی از گروگان‌ها به اسرائیل
از هفتم اکتبر، دولت اسرائیل موفق به بازگرداندن ۱۴۰ نفر از ۲۵۱ گروگان شده است، برخی زنده و برخی پس از قتل در اسارت. بخشی از گروگان‌ها در قالب معامله‌ای با حماس بازگشتند که در آن اسرائیل به آتش‌بس موقت و همچنین آزادی مجاهدین فلسطینی که به ترور محکوم شده بودند، موافقت کرد. بقیه گروگان‌ها در چارچوب عملیات نظامی ارتش اسرائیل در نوار غزه بازگشتند.
در ۳۱ اوت ۲۰۲۴، اجساد شش گروگان که در اسارت به قتل رسیده بودند، نجات یافت: هرش گلدبرگ-پولین، عدن یروشلمی، اوری دنینو، الکس لوبنوف و الموغ سروس که از جشن در رعیم ربوده شده بودند، و کرمل گت که از خونه اش دز بئری ربوده شده بود. تا زمان نجات، این شش نفر به عنوان گروگان‌های زنده محسوب می‌شدند. این شش گروگان توسط تروریست‌های حماس با چندین گلوله از فاصله نزدیک به قتل رسیدند. بر اساس بررسی‌های پزشکی قانونی، مرگ این گروگان‌ها حدود ۴۸ تا ۷۲ ساعت قبل از بررسی تخمین زده می‌شود.